# Rue Joseph-de-Malaret
La rue Joseph-de-Malaret (en occitan : carrièra d'En Josep de Malaret) est une voie de Toulouse, chef-lieu de la région Occitanie, dans le Midi de la France.

## Situation et accès

### Description
La rue Joseph-de-Malaret est une voie publique. Elle se situe dans le quartier Saint-Georges, dans le secteur 1 - Centre. Elle naît au croisement de la rue de Metz. Orientée du sud au nord et parfaitement rectiligne, elle est longue de 107 mètres et large de 12 mètres, ce qui en fait une des rues les plus larges du centre-ville. Elle reçoit la rue d'Astorg à gauche et donne naissance à la rue des Cheminées à droite. Elle se termine au carrefour de la rue Jacques-Matthieu-Delpech.
La chaussée compte une seule voie de circulation automobile en sens unique, de la rue de Metz vers la rue Jacques-Matthieu-Delpech. Elle appartient à zone de rencontre et la vitesse y est limitée à 20 km/h. Il n'existe ni bande, ni piste cyclable, quoiqu'elle soit à double-sens cyclable.

### Voies rencontrées
La rue Joseph-de-Malaret rencontre les voies suivantes, dans l'ordre des numéros croissants (« g » indique que la rue se situe à gauche, « d » à droite) :
1. Rue de Metz
2. Rue d'Astorg (g)
3. Rue des Cheminées (d)
4. Rue Jacques-Matthieu-Delpech

### Transports
La rue Joseph-de-Malaret n'est pas directement desservie par les transports en commun Tisséo. Elle se trouve cependant à proximité du boulevard Lazare-Carnot, où se trouvent la station François-Verdier, sur la ligne de métro , ainsi que les arrêts des lignes de Linéo L1L8L9 et de bus 29.
Il existe plusieurs stations de vélos en libre-service VélôToulouse à proximité de la rue Joseph-de-Malaret : les stations no 24 (14 place Saint-Étienne) et no 99 (7 rue du Rempart-Saint-Étienne) 

## Odonymie
Le nom de la rue rend hommage à Joseph de Malaret (1770-1846), homme politique toulousain de la première moitié du XIXe siècle,. Issu d'une famille de la noblesse locale qui compte plusieurs capitouls[réf. nécessaire], son père, Joseph de Malaret (1730-1788), seigneur de Fonbeauzard et de Blagnac, lieutenant-colonel au régiment de Piémont, est aussi un homme des Lumières, franc-maçon, qui accueille chez lui la Loge maçonnique d'obédience irlandaise. Au moment de la Révolution française, Joseph de Malaret est inquiété et arrêté à Paris pendant la Terreur. Il revient ensuite à Toulouse, où il est nommé membre du conseil municipal en 1802, sous le Consulat. Fidèle de Napoléon Ier, il est nommé maire de la ville par l'empereur en 1811. Il est ensuite député de la Haute-Garonne pendant les Cent-Jours, mais il est écarté du pouvoir sous la Restauration de la monarchie, après une émeute populaire dirigée contre lui. Il redevient député de 1830 à 1831 et de 1835 à 1837, siégeant dans la majorité qui soutient la Monarchie de Juillet. Il est pair de France de 1839 à 1846. Il est par ailleurs le grand-père de Paul d'Ayguesvives de Malaret, qui épousa Nathalie de Ségur, la fille d'Eugène de Ségur et de Sophie Rostopchine, fameuse « comtesse de Ségur ».
Au début du XIVe siècle, la rue avait porté le nom de rue de Lages ou du Carrefour-des-Lages. Ce nom lui venait d'une famille de Lages qui habitait le quartier : on trouvait encore, au milieu du XVIIe siècle, des membres de cette famille qui possédaient des maisons dans cette rue. Comme plusieurs rues du quartier, elle portait aussi le nom de rue des Clottes. Au XVe siècle, une auberge du Cheval-Blanc donna son nom à la rue, comme une hôtellerie de Saint-Pierre, dans la première moitié du XVIe siècle. En 1794, pendant la Révolution française, la rue fut renommée rue la Pénétration. Elle reprit officiellement le nom de rue des Lages avant que, le 6 novembre 1861, la municipalité ne décide d'honorer la mémoire de Joseph de Malaret, car il possédait dans cette rue l'hôtel d'Hautpoul (ancien no 25), où il mourut en 1846,. Certaines sources indiquent que c'est dans l'hôtel d'Hautpoul des Malaret que le Louis-Napoléon Bonaparte aurait rencontré Eugénie de Montijo, qui vivait alors à Toulouse avec sa mère.

## Histoire

### Moyen Âge et période moderne
Au Moyen Âge, la rue de Lages appartient au capitoulat de Saint-Étienne. Elle naît de la rue de la Porte-Saint-Étienne (actuelle rue de Metz), à 100 mètres de la porte de ce nom, au croisement de la rue Riguepels, et se prolonge au nord en traversant le quartier des Clottes pour aboutir à la place de ce nom (actuelle rue des Pénitents-Blancs). Elle appartient d'ailleurs plus particulièrement à ce quartier des Clottes, qui s'étend entre la cathédrale Saint-Étienne au sud, la place Saint-Georges à l'ouest et le rempart de la ville, de la porte Neuve au nord à la porte Saint-Étienne à l'est. La première partie de la rue, appartient à l'un des principaux axes qui traversent la ville d'est en ouest, de la porte Saint-Étienne au Pont-Vieux (emplacement de l'actuelle descente de la Halle-aux-Poissons) ou au pont de la Daurade (actuel quai de la Daurade). C'est pour cette raison qu'on y trouve des auberges : on connaît, au XVe siècle, un four et une auberge du Cheval-Blanc (emplacement de l'actuel no 8, ancien no 14) et, au milieu du XVIe siècle, une hôtellerie de Saint-Pierre (emplacement de l'actuel no 8, ancien no 18).
Le quartier est par ailleurs assez populaire. La population de la rue est composée principalement d'artisans. Malgré les interdictions répétées des capitouls, particulièrement après les incendies qui frappent la ville, les constructions les plus humbles sont en corondage (emplacement des actuels no 3 à 5, anciens no 7 à 11. La proximité de la cathédrale Saint-Étienne explique aussi le grand nombre de personnages liés à cette église qui habitent dans la rue. Au milieu du XVIe siècle, on trouve par exemple Pierre Du Cunq, prébendier de la cathédrale (emplacement de l'actuel no 8, ancien no 16) et Guillem Maignan, chanoine archidiacre de la cathédrale (emplacement de l'actuel no 7, ancien no 25). On trouve en revanche peu de représentants de l'élites toulousaine : rares sont les capitouls et les parlementaires qui habitent la rue. Le seul bâtiment remarquable reste l'hôtel particulier (emplacement de l'actuel no 7, ancien no 25) construit vers 1560 pour Pierre de Hautpoul, conseiller au parlement (1557-1600). Il se signale particulièrement par sa porte en bossage, qui rappelle la porte de l'Esquile élevée par Nicolas Bachelier en 1556. L'hôtel reste par la suite, jusqu'au début du XVIIIe siècle, dans la famille d'Hautpoul.
Presque toutes les façades des maisons de cette rue sont restaurées ou réédifiées au XVIIIe siècle. Certaines façades se dotent de beaux balcons en fer forgé (emplacement de l'actuel no 8, ancien no 36). Au milieu du XVIIIe siècle, l'hôtel d'Hautpoul passe à Jean Desinnocens, conseiller au parlement depuis 1755, qui devient président à mortier en 1775. Il le vend à son tour en 1768 à François-André-Michel-Félix de Malaret, chanoine archidiacre de la cathédrale Saint-Étienne et vicaire général de l'archevêché de Toulouse. Certains appartements sont réaménagés et redécorés dans le goût néo-classique en vogue sous le règne de Louis XVI. Les artisans sont encore les plus nombreux dans la rue à cette époque. Parmi eux se distinguent de véritables artistes, particulièrement le peintre Charles Escoubé (emplacement de l'actuel no 7, ancien no 29), qui travaille avec le peintre Fenasse au retable de la chapelle des Pénitents bleus. En 1781, le maître-chirurgien François Vaissière installe en 1781, dans l'immeuble qu'il possède depuis 1766 à l'angle de la rue Jacques-Matthieu-Delpech, des bains publics, dits « bains de santé » (emplacement de l'actuel no 8, ancien no 30).

### Époque contemporaine
Pendant la Révolution française, plusieurs habitants de la rue sont victimes de la Terreur. En 1794, Jean Desinnocens, ancien habitant de l'hôtel d'Hautpoul-Malaret, est arrêté comme la majorité des parlementaires toulousains, emprisonné, puis jugé à Paris et guillotiné place du Trône-Renversé. Le jeune Joseph de Malaret est lui aussi inquiété : reconnu alors qu'il se cache à Paris, il est emprisonné, mais échappe à la guillotine. Revenu à Toulouse, il fait de l'hôtel d'Hautpoul-Malaret sa résidence principale. Il est nommé conseiller municipal en 1802, puis maire de Toulouse en 1811. Écarté du pouvoir au moment de la Restauration pour ses opinions libérales, il siège à la Chambre des députés, puis à la Chambre des pairs, sous la Monarchie de Juillet. L'hôtel est ensuite fréquenté par son petit-fils, Paul d'Ayguesvives de Malaret, ami intime d'Anatole de Ségur, qui le pousse à épouser sa sœur, Nathalie de Ségur, en 1846. C'est peut-être chez eux que Louis-Napoléon Bonaparte aurait rencontré Eugénie de Montijo, qui vivait alors à Toulouse avec sa mère. Sous le Second Empire, la famille de Malaret jouit d'un grand prestige : Paul de Malaret est ambassadeur, tandis que son épouse est dame du palais de l'impératrice Eugénie. Le 6 novembre 1861, la municipalité donne le nom de Joseph de Malaret à la rue des Lages. C'est pourtant au même moment que Paul de Malaret décide de vendre l'hôtel d'Hautpoul-Malaret.
Parmi les personnages notables de la rue au XIXe siècle se distingue également le sculpteur Antonin Mercié, né le 31 octobre 1845 dans la maison du no 24 (emplacement de l'actuel no 8).
À la fin du XIXe siècle, des travaux d'aménagement bouleversent la partie sud de la rue. En 1898, le percement de la rue de Metz entre la place Étienne-Esquirol et les boulevards fait disparaître les premières maisons de la rue Malaret, (anciens no 2, 4 et 6), en face de l'extrémité de la rue Riguepels.
Les transformations les plus profondes n'interviennent cependant que dans la deuxième moitié du XXe siècle. Dans les années 1950, la municipalité souhaite transformer radicalement et complètement le quartier des Clottes, l'un des plus insalubres du centre-ville, et organise un plan de renouvellement urbain pour un nouveau quartier Saint-Georges. Le secteur entre les rues d'Astorg, Delpech et Malaret est retenu pour la première phase des travaux. Entre 1963 et 1964, tous les bâtiments entre la rue d'Astorg et la rue Delpech, côté ouest, et entre la rue de Metz et la rue Delpech, côté est, sont abattus, tandis que de nouveaux logements sont construits par l'Atelier des Architectes Associés (3A), composé de Fabien Castaing, Pierre Viatgé, Pierre Debeaux, Michel Bescos et Alexandre Labat (actuels no 7 et 8). Dans le même temps, une initiative privée permet la réalisation d'un autre ensemble de logement par les architectes Georges Alet et Pierre Férès (actuels no 4). Même l'hôtel d'Hautpoul-Malaret, protégé par une inscription sur l'inventaire supplémentaire des monuments historiques en 1952, est détruit en 1963.

## Patrimoine et lieux d'intérêt
- no  4 : immeuble. 
L'immeuble est le premier à avoir été achevé lors de l'aménagement du nouveau quartier Saint-Georges. Il est élevé en 1963 pour la Société immobilière Saint-Georges, sur les plans des architectes Georges Alet et Pierre Férès. La structure de l'immeuble repose sur une ossature en béton armé avec un remplissage en briques creuses. L'immeuble se développe sur six niveaux (sous-sol, rez-de-chaussée et quatre étages). La façade sur la rue Malaret est symétrique. Le reste de la façade est recouverte d'un simple parement de brique, mais les fenêtres sont mises en valeur par un enduit clair. Elles sont rectangulaires, groupées par deux ou trois et dotées de simples garde-corps. L'immeuble est couvert par un toit-terrasse[15].

- no  8 : immeuble. 
L'immeuble est l'un des premiers à avoir été construits lors de l'aménagement du quartier Saint-Georges. Il est élevé en 1964 pour l'Office public d'habitation à loyer modéré de Toulouse par l'Atelier des Architectes Associés (3A), composé de Fabien Castaing, Pierre Viatgé, Pierre Debeaux, Michel Bescos et Alexandre Labat. L'ossature du bâtiment est en béton armé rempli de brique creuse. Le bandeau d'attique qui couronne les élévations se signale par ses motifs alvéolés en terre cuite.
  - ancien no  14 : emplacement de l'auberge du Cheval-Blanc. 
Une auberge, à l'enseigne du Cheval-Blanc, existait dans la deuxième moitié du XVe siècle au croisement de la rue des Lages et de la rue des Cheminées. Elle était tenue par un certain Durand Boudet[9].
  - ancien no  18 : emplacement de l'hôtellerie de Saint-Pierre (première moitié du XVIe siècle)[1].

- no  7 : immeuble. 
L'immeuble est un des premiers à avoir été construits lors de l'aménagement du quartier Saint-Georges. Il est élevé en 1964 pour l'Office public d'habitation à loyer modéré de Toulouse par l'Atelier des Architectes Associés (3A), composé de Fabien Castaing, Pierre Viatgé, Pierre Debeaux, Michel Bescos et Alexandre Labat. L'immeuble appartient à un ensemble de trois bâtiments qui s'organisent en U autour d'une dalle centrale, encadrés par les rues d'Astorg, Joseph-de-Malaret et Jacques-Matthieu-Delpech. L'immeuble est construit sur la dalle. L'ossature du bâtiment est en béton armé rempli de brique creuse. La cage d'escalier, à l'extrémité nord du bâtiment, est signalée par des claustra aux motifs alvéolés en terre cuite. Les mêmes motifs se retrouvent dans le bandeau d'attique qui couronne les élévations[16]..
  - ancien no  25 : emplacement de l'hôtel d'Hautpoul ; emplacement du Petit Séminaire.  Inscrit MH (1952, cage d'escalier, escalier avec sa rampe en fer forgé et ancienne porte sur rue)[17],[9]. 
En 1560, Pierre de Hautpoul, conseiller au parlement, fait élever un premier hôtel particulier à l'emplacement de quatre maisons. Il reste dans la famille d'Hautpoul jusqu'en 1750, date à laquelle il passe Jean Desinnocens de Maurens, conseiller au parlement en 1755, qui y apporte des modifications et fait installer un grand escalier doté d'une rampe en fer forgé et dont la cage est décorée de gypseries. Il le vend en 1771 à François de Malaret, chanoine archidiacre de la cathédrale Saint-Étienne et vicaire général de l'archevêché. L'hôtel est occupé, après la Révolution française, par Joseph de Malaret, maire de Toulouse. Les appartements de l'aile sud, la plus ancienne, sont réaménagés dans les styles Louis XVI, Directoire et Empire. L'hôtel est vendu en 1862 par Paul d'Ayguesvives de Malaret et accueille le petit séminaire. Malgré la protection du bâtiment obtenue en 1952 et une campagne de défense par l'association des Toulousains de Toulouse, il est détruit en 1964.
  - ancien no  29 : emplacement de l'hôtel de Luppé[9].

## Personnalités
- Charles Escoubé (1re moitié du XVIIIe siècle) : peintre, il habite dans une maison de la rue (ancien no 29, emplacement de l'actuel no 7)[9].
- Antonin Mercié (1845-1916) : sculpteur, il naît dans une maison de la rue (ancien no 24, emplacement de l'actuel no 8)[14].
- Henry Russell (1834-1909) : écrivain et pyrénéiste, il naît dans l'hôtel de Malaret (ancien no 25, emplacement de l'actuel no 7).